# Céline Chaumont
Pour les articles homonymes, voir Chaumont.
Marie Célina Chaumont, née le 18 mars 1846 à Loué et morte le 4 février 1926 rue Fromentin à Paris 9e, est une comédienne et artiste lyrique française.

## Biographie
Céline Chaumont est la fille de Pierre Louis Chaumont, tailleur et de Sophie Laroche.
Encore enfant, elle débute, en 1862, au théâtre Déjazet où elle reçoit les conseils de Virginie Déjazet, elle joue dans le Mariage enfantin, d'Eugène Scribe et tourne pendant 2 mois à travers le pays. Elle passe au théâtre des Folies-Marignv, où elle joue L'Alphabet de l'amour,.
En 1864, Alexandre Dumas l'a fait engager au théâtre du Gymnase pour jouer le rôle de Balbine de L'Ami des femmes. Après trois ou quatre mots dans Montjoie, Montigny décide son entrée officielle dans le Père de la débutante, le soir où Sarah Bernardt débute également. Puis dans les Oiseaux en cage, le Passé de M. Jouanne, Mesdames Montanbrèche, Nos grandes Demoiselles, le Talion, et l'Ami des femmes; Elle joue ensuite, Les Vieux garçons de Victorien Sardou, Fanny Lear, Don Quichotte.
Après huit années au Gymnase, Céline Chaumont  passe aux Bouffes-Parisiens où elle obtient du succès dans Les Baisers d'alentour.
En 1868, elle se marie avec l'ex-artiste du Gymnase et compositeur Georges Lefort (†1872), qui a composé pour elle plusieurs chansonnettes, auxquelles elle a donné une seconde vie.
En 1872, elle est engagée au théâtre des variétés, où elle créé notamment l'écolier Toto dans Toto chez Tata, le rôle d'Illyrine dans les Merveilleuses, dans la Petite marquise, puis elle joue Madame attend Monsieur.
Elle devient la directrice artistique du théâtre Taitbout avec Léon Vasseur.
Elle passe en 1880, au théâtre du Palais-Royal pour jouer Divorçons !.
En 1882, elle épouse, en secondes noces, Paul Mussay, directeur du Palais-Royal.
Elle se retire en 1897 et se consacre au professorat. Elle forme Félix Huguenet, Cécile Sorel et Régine Flory.
En 1905, elle donne avec Coquelin[Lequel ?], une représentation de Tartuffe et des Précieuses ridicules au théâtre de la Gaité.

## Création
Au théâtre

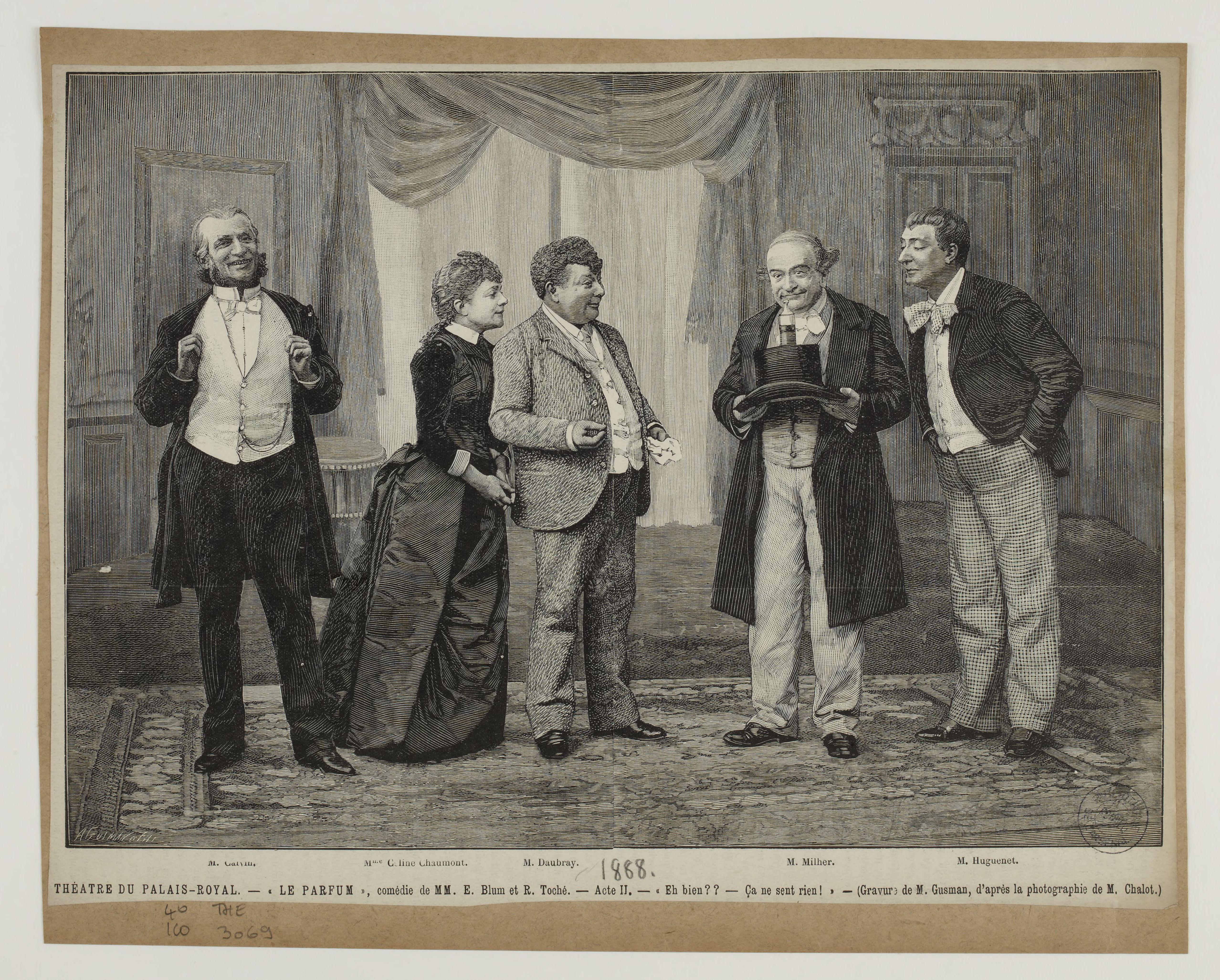
Le Parfum, 20 décembre 1888

- 1864 : L’Ami des femmes d'Alexandre Dumas, rôle de Balbine, théâtre du Gymnase, 5 mars[12].
- 1864 : Un mari qui lance sa femme, comédie en trois actes d'Eugène Labiche, en collaboration avec Raimond Deslandes, rôle de Mme de Tremble, créée au théâtre du Gymnase, le 23 avril 1864.
- 1865 : Les Baisers d'alentour monologue, de Jules Noriac[13],
- 1871 : Le trône d'Ecosse, d'Hervé, rôle de Flora, théâtre des Variétés, 17 novembre
- 1872 : Madame attend Monsieur, comédie d' Henri Meilhac et Ludovic Halévy aux Variétés, 8 février.
- 1872 : Les sonnettes, comédie d'Henri Meilhac et Ludovic Halévy, théâtre des Variétés,
- 1873 : Toto chez Tata, comédie d'Henri Meilhac et Ludovic Halévy, rôle de Toto, aux Variétés, 25 août.
- 1877 : La Cigale, d'Henri Meilhac et Ludovic Halévy, rôle-titre aux Variétés, 6 octobre[14].
- 1879 : Le Grand Casimir, de Jules Prével et Albert de Saint-Albin, rôle d'Angélina, aux Variétés, 11 janvier[15].
- 1879 : Le Petit abbé, pièce en un acte d'Henri Bocage et Armand Liorat, rôle de Stanislas de Bouflers, au théâtre du Vaudeville, 9 octobre[16].
- 1879 : Lolotte, d'Henri Meilhac et Ludovic Halévy, aux Variétés[17].
- 1880 : Divorçons !, comédie de Victorien Sardou et Émile de Najac, au théâtre du Palais-Royal[8].
- 1883 : La Laitière et le Pot au lait, pièce de William Busnach et Armand Liorat, rôle de Suzette, au théâtre du Palais-Royal[18].
- 1888 : Le Parfum, comédie d'Ernest Blum et Raoul Toché, rôle de Sylvanie, au théâtre du Palais-Royal[19],[20].
- 1890 : Le Cadenas, comédie d'Ernest Blum et Raoul Toché, au théâtre du Palais-Royal[21].
- 1894 : Le Petit abbé, pièce en un acte de Henri Bocage et Armand Liorat, reprise au théâtre du Palais-Royal[22].

Opéra
- 1869: La Princesse de Trébizonde, opéra-bouffe en trois actes Jacques Offenbach, livret de Charles Nuitter et Étienne Tréfeu, rôle de Régina, le 7 décembre 1869 au théâtre des Bouffes-Parisiens.
- 1875 : La Cruche cassée de Léon Vasseur, dans le rôle de Colette, au théâtre-Taitbout[23],[24].